# Baronefästningen
Baronefästningen (kroatiska: Tvrđava Barone, italienska: Fortezza Barone), tidigare även kallad Šubićevac-fästningen (kroatiska: Tvrđava Šubićevac), är en kulturmärkt fästning i Šibenik i Kroatien. Den uppfördes år 1646 på den drygt 80 meter höga Vidakuša-höjden öster om gamla stan. Tillsammans med stadens tre övriga fästningar (Sankt Johannes fästning, Sankt Mikaels fästning och Sankt Nikolaus fästning) utgjorde den tidigare en del av Šibeniks försvarssystem och har som en del av detta historiskt spelat en avgörande roll i stadens försvar. Idag är fästningen en av stadens turistattraktioner. 

## Namn
Baronefästningen är uppkallad efter baron Christoph Martin von Degenfeld (1599–1653), en tysk adelsmannen i venetiansk tjänst och befälhavare för Šibeniks försvar då fästningen uppfördes. Šibeniks övriga fästningar är uppkallade efter sakrala byggnader i deras omedelbara närhet. Innan Baronefästningen uppfördes fanns det en kyrka (Sankt Vitus kyrka) på platsen men fästningen uppkallades inte efter denna. Som en hyllning och i tacksamhet till baronen under vars ledning Šibenik lyckades försvara sig mot osmanerna kallade Šibenik-borna istället fästningen för "Il Barone" (baronen).  
År 1912 köpte staden fästningen och uppkallade det framväxande bostadsområdet den låg i för Šubićevac efter den framstående kroatiska adelsätten Šubić. Namnet överfördes därefter till fästningen som därefter kallades Šubićevac-fästningen. Denna benämning förekommer ibland i äldre litteratur. Idag är det nygamla namnet Baronefästningen det officiella namnet.      

## Historik
Innan Baronefästningens tillkomst bestod Šibeniks försvarssystem huvudsakligen av Sankt Mikaels fästning och stadsmurarna. Under 1400-talet och 1500-talet hade det muslimska Osmanska riket expanderat i sydöstra Europa och utgjorde ett reellt hot mot det av Republiken Venedig kontrollerade Dalmatien. Vad som idag är Bosnien och Hercegovina var osmanskt territorium som gränsade till det venetianska Dalmatien. År 1522 ökade hotet ytterligare mot Šibenik sedan osmanerna hade lyckats inta städerna Knin och Skradin i det dalmatiska inlandet vilket ledde till avfolkning i området. 
Under 1500- och början av 1600-talet avlade venetianska tjänstemän och sändebud i Šibenik flera rapporter om försvarssystemets sårbarhet. De skickade upprepade gånger brev till Venedig med syfte att varsko centralregeringen om behovet av att uppföra nya försvarsbyggnader för att kunna möta en osmansk attack. Brist på ekonomiska medel ledde dock till att förslagen om nya försvarsbyggnader länge avfärdades av den venetianska regeringen.
År 1645 utbröt det kretensiska kriget där gränsområdena mellan Venedig och Omanska riket i Dalmatien var en av krigsskådeplatserna. På våren år 1646 började osmanerna att samla sina trupper i Bosnien och det dalmatiska inlandet varpå Šibenik-borna förnyade sin begäran om skydd. Det venetianska krigsrådet avslog åter deras framställan men förbjöd inte lokalborna att själva vidta åtgärder för att skydda staden. Med det implicita tillståndet från Krigsrådet inledde Šibenik-borna den 1 augusti 1646 uppförandet av två nya befästningsverk (Sankt Johannes fästning och Baronefästningen) som stod färdiga inom loppet av 58 dagar. En första men småskalig osmansk attack i oktober samma år avvärjdes inom sju dagar. Under vintern förstärktes fästningarna ytterligare vilket var avgörande inför den kommande osmanska belägringen år 1647. 
I augusti 1647 hade den osmanske befälhavaren Techieli-pasha samlat en armé bestående av 25 000–30 000 man och 20 kanoner. Den inledande attacken inleddes den 24/25 augusti 1647 och riktades mot Sankt Johannes fästning och den andra attacken mot Baronefästningen via Oglavno-höjden i nordöst. Šibeniks försvar leddes av baron von Degenfeld. Den slutgiltiga slaget, den värsta i Šibeniks historia, slogs tillbaka den 8/9 september med det att osmanerna med stora förluster i både manskap och materiel drog sig tillbaka den 16 september 1647. Efter att det osmanska hotet definitiv försvunnit år 1699 förlorade fästningen sin militära betydelse och förföll. 
I början av 1900-talet köpte Šibeniks stad fästningen och det omgivande området den låg vid. Den del som efter år av förfall kvarstod av Baronefästningen användes som väderstation och senare även som restaurang. Under flera decennier använde lokalborna fästningen som en utkiksplats eller utflyktsmål. Under 2000-talet vidtogs åtgärder för att revitalisera den forna försvarsbyggnaden. Den 29 januari 2016 återinvigdes den renoverade Baronefästningen som sedan dess är en turistattraktion som erbjuder besökarna digital historievandring genom Šibeniks historia med hjälp av AR-teknik.          

## Arkitektur
Trots att Baronefästningen uppfördes hastigt utfördes arbetena i enlighet med den standard som gällde för den samtida militära arkitekturen. Formad som en oregelbunden stjärna motstod den fiendens kanoner med halvbastioner förstärkta med marksediment. Den uppfördes ursprungligen med stapelmursteknik och har i den nordöstra delen två hornverk (halva bastioner) där försvarsartilleriet var placerat. Den lägre nivån på den sydvästra sidan användes som kasern och ammunitionsförråd.
Fästningen ritades av genuesaren Fr. Antonio Leni och arbetet med dess uppförande organiserades och övervakades av baron Christoph Martin von Degenfeld.